# Національний парк Нанда-Деві
Національний парк Нанда-Деві — національний парк, розташований навколо вершини Нанда-Деві (7817 м) в індійському штаті Уттаракханд. Він був заснований як національний парк у 1982 році та (разом з національним парком Долина Квітів) з 1988 року входить до списку Світової спадщини ЮНЕСКО. Парк вкриває площу 630,33 км².
Парк містить в своїх межах природоохоронну зону суворого режиму — льодовиковий басейн, оточений кільцем вершин висотою від 6000 до 7500 м над рівнем моря, з якої через вузьку та непрохідну ущелину стікає річка Ріші-Ґанґа. Вхід до цієї зони строго заборонений. Разом з національним парком Долина Квітів, парк формує біосферний заповідник Нанда-Деві (2236,7 км²), оточений буферною зоною (5148,5 км²).
Весь парк лежить на висотах понад 3500 м над рівнем моря. На його території немає постійного населення. У біосферному заповіднику збереглися в дикому вигляді такі рідкісні види, як блакитний баран, сніжний барс, гімалайський ведмідь, птахи-нектарниці. На альпійських луках є ендемічні види рослин. На висотах понад 6000 м зберігається велика кількість льодовиків.